# جون غونزاليس (ممثل)
جون غونزاليس (بالإسبانية: Yon González)‏ هو عارض وممثل إسباني، ولد في 20 مايو 1986 بفيرغارا في إسبانيا. بدأ مشواره المهني سنة 2007.

## وصلات خارجية
- جون غونزاليس على موقع IMDb (الإنجليزية)
- جون غونزاليس على موقع ألو سيني (الفرنسية)
- جون غونزاليس على موقع أول موفي (الإنجليزية)
- جون غونزاليس على موقع قاعدة بيانات الفيلم (الإنجليزية)
- جون غونزاليس على موقع كينوبويسك (الروسية)